# Gulff
gulff(ガルフ)は、日本のロックバンド。2001年結成。名前の由来は崖を意味する「gulff」。獅子の子が千尋の谷を自らの足で一歩ずつ這い上がり、いつか百獣の王になると言う話に因んだもの。

## メンバー
- 末広尚希（すえひろ なおき 1977年 - ）
沖縄県宮古島出身。沖縄県立宮古高等学校卒。ボーカル担当、全曲作詞・作曲。
- 池間正樹（いけま まさき 1978年 - ）
沖縄県宮古島出身。沖縄県立宮古高等学校卒。ギター担当
- 佐渡山武士（さどやま たけし 1978年 - ）
沖縄県宮古島出身。沖縄県立宮古高等学校卒。ベース担当
- king-joe（1978年 - ）
沖縄県読谷村出身。ドラムス・パーカッション担当

## 概要
- 沖縄県立宮古高等学校で末広と池間が、アメリカのロカビリーバンドストレイ・キャッツのコピー演奏したのがきっかけ。
- インディーズアルバムがタワーレコード那覇店で1位を獲得、6000枚のスマッシュヒット。
  - 1stアルバム収録曲「未知なる道」が日本トランスオーシャン航空東京・沖縄間便のキャンペーンに起用。
  - 2ndアルバム収録曲「デイゴの赤の輝く下に」がテレビ東京系「ALOHA SARF TV 」エンディングテーマに。
  - 同アルバム収録曲「NO DIVE NO LIFE」がau沖縄のCM曲に決定。
  - 3rdアルバム収録曲「母なる大地　父なる空へ」がau沖縄のCM曲に決定。同曲はその他OTV「～大自然の伝言（イアイ）を彫る～名嘉睦稔の世界展」のCM曲、長崎文化放送「とっておきTVチャンポン」のエンディングテーマに起用される。
  - 同アルバム収録曲「花言葉」が長崎の夏の高校野球’05イメージソングに決定。
  - 同アルバム収録曲「Too Young To Die」が沖縄の夏の高校野球’05イメージソングに決定。
- 2005年9月、ベースのKOJIが脱退、佐渡山が加入。
- 2006年2月、コロムビアミュージックエンタテインメントよりシングル「風ノ女神」でメジャーデビュー。母校宮古高校で記念ライブ開催。約5000名のファンが集結。
- 2007年1月、ドラムスの片田太郎が脱退、king-joeが加入。

## ディスコグラフィー

### シングル
1. デイゴの赤の輝く下に／NO DIVE NO LIFE （2003年4月16日）
  1. デイゴの赤の輝く下に
  2. NO DIVE NO LIFE
  3. Jam Feelings (guitar GIG)
  4. ランデブー
2. 母なる大地　父なる空へ（2004年10月20日）
  1. 母なる大地　父なる空へ
  2. 琉花風月
  3. Rain Makes Rainbow (guitar GIG)
  4. Boogie Boogie
3. 風ノ女神（2006年2月22日）エンタメキャッチ（TBSテレビ）主題歌
  1. 風ノ女神
  2. 夢のまた夢

### アルバム
1. The Message LP（2002年9月27日）
  1. intro
  2. Jet Foot Trip
  3. Message
  4. For Fly
  5. Jam Feelings
  6. Sugarcane Hunter
  7. 花唄
  8. Be Proud
  9. Go Race!
  10. 未知なる道
  11. outro
  12. Somebody Loves Somebody Hates
2. 協奏曲～The 2nd LP～（2003年9月10日）
  1. 天に獅子
  2. La Se7en
  3. No Dive No Life
  4. Jump Java Jankie
  5. Rodio
  6. My Girl
  7. Struts
  8. Fake ～平和の鐘～
  9. デイゴの赤の輝く下に
  10. ～LP～
  11. 凛々と
  12. Love, Free
3. 獅子に花～The 3rd LP～（2005年5月5日）
  1. 花言葉
  2. Blues on
  3. ダンデライオン
  4. Boogie Boogie
  5. 冬に咲く花
  6. 母なる大地 父なる空へ
  7. ～ Grace of Brodia ～
  8. 願い星
  9. My Friends Are
  10. 獅子に花
  11. Too Young To Die
  12. 碑-ishibumi-
  13. デイゴの赤の輝く下に (3rd LP.Ver)
4. sing out TOKYO（2008年1月23日）
  1. なりやまあやぐ-reprise-
  2. and life gose on･･･
  3. 大東京
  4. jewel
  5. 名も無き花
  6. scarecrow
  7. うたを歌おう
  8. 虹の向こう側
  9. 千愛-Thousand Love-
  10. story
  11. なりやまあやぐ